# Melkøya
70°41.3228′N 23°35.99′Ø / 70.6887133°N 23.59983°Ø
Melkøya (samisk: Muolkkut) er en ø ud for Hammerfest i Troms og Finnmark fylke i Norge. 
På øen er man ved at opbygge et anlæg for modtagelse og bearbejdelse af naturgas fra Snøhvitfeltet (Snehvidefeltet) i Barentshavet. Gassen vil blive sendt i en 160 km lang gasrørledning til Melkøya . Der pågår for tiden en prøveboring på Tornerosefeltet, og dersom det bliver gjort gasfund der, vil den gassen også blive ført til Melkøya. På Melkøya vil gassen blive omdannet til nedkølet flydende form (LNG = liquified natural gas, på norsk flytende naturgas). Gassen vil derefter blive eksporteret i specialbyggede skibe. Anlægget er planlagt til at åbne i efteråret 2007. Statoil ASA er operatør for udbygningen.

## Forhistorie
På Melkøya var der tidligere registreret en række kulturminder som efter Lov om Kulturminder var automatisk fredede. Disse blev i forbindelse med Statoils udbygning frigivet ved en dispensation, og Melkøyprosjektet  i regi af Tromsø Museum-Universitetsmuseet  blev sat i gang. Arkæologiske undersøgelser blev foretaget i 2001 og 2002, mens selve projektet afsluttes i 2007. 
Fundene viser at Melkøya først blev bosat i ældre stenalder, for omkring 11.000 år siden. Rester af stenredskaber og tilvirking af disse viser at det var jægere som aflagde øen kortvarige besøg. Fra yngre stenalder (ca. 4500 f.Kr.) viser fund at bosættelserne blev mere omfattende og var af længere varighed. 
I bronzealderen (fra ca 2000 f.Kr.) blev bosættelserne igen mere kortvarige. Fra perioden efter 500 f.Kr. er fundmængden mindre. Der er imidlertid dokumenteret gruper som blev brugt som ovne for udvinding af fedt fra havpattedyr som dateres til ca. 400 e.Kr. Redskaberne og pladsseringen af bosættelserne viser at marine ressourcer var vigtige for menneskene på Melkøya gennem hele perioden. 
Af mere sjældne fund er 10 ravperler som kom til Nord-Norge fra Baltikum. Disse blev lagt i jorden for 6.000 år siden, sandsynligvis som gravgaver. Også organisk materiale som normalt sjældent er bevaret ble fundet, blandt andet en 3.500 år gammel klump af birketjære (?) som havde tyggemærker fra et 6-15 år gammelt barn, en barkbeholder syet med brændnældefibre, og pilespidser med bevaret skæftningslim af tjære. 

## Nyere historie
Molen på sydsiden af Melkøya blev bygget som nødarbejde i slutningen af 1920'erne da kommuneøkonomien blev dårlig efter svigtende indtekter fra fiskeriet.
Under 2. verdenskrig blev der etableret et tysk batteri på Melkøya. På den højeste top på øen etablerede tyskerne et batteri med 3 kanoner på 21 cm. Tyskerne udlagde pigtråd og flere minefelter med til sammen over 2000 miner. I 1944 blev folk på Melkøya tvangsevakueret til Fauskevåg nær Harstad.
Efter krigen genrejste Normann Perdersens søn Ragnvald Normann en del af husene og boede der til 1951. Det var på grund af tyskernes pigtråd ikke længere muligt at drive med husdyrhold og dyrkning. Ved fraflyttingen af Melkøya i sommeren 2002 blev et af de ældste huse fragtet til Fugleneset i Hammerfest hvor det er blevet museum, og forvaltes af Genrejsningsmuseet i Hammerfest.

## Flyveforbud
På grund af en flamme af brændende gas under højt tryk er der indført flyveforbud i et område over og omkring Melkøya, fra havnivå op til 2.500 fot. 